# Villamor de Cadozos
Villamor de Cadozos  es una localidad española perteneciente al municipio de Bermillo de Sayago, en la provincia de Zamora, y la comunidad autónoma de Castilla y León.
Su término pertenece a la histórica y tradicional comarca de Sayago. Junto con las localidades de Fadón, Bermillo, Fresnadillo, Gáname, Piñuel, Torrefrades y Villamor de la Ladre, conforma el municipio de Bermillo de Sayago.

## Topónimo
Su nombre consta de dos partes, la primera de ellas, "villa", se ha de analizar en el sentido de asentamiento rural. La segunda, "amor", es más controvertida. Podría deberse a un primitivo colono llamado Amor, como el nombre de la dehesa que pervive en las cercanías de esta población. No obstante, parece más factible que derive del término leonés "maor", con significado de mayor. La documentación medieval descarta una conexión antroponímica (propietario llamado Amor) y confirma una evolución típicamente leonesa desde "Villamayor". El topónimo actual podría explicarse por el ensordecimiento de la semiconsonante, mayor > maor, seguido de una monoptongación del hiato resultante, maor > mor. En portugués, la evolución desde latín "mājor" hasta mor es muy general en la toponimia. En la documentación medieval, el pueblo aparece citado como "Villamaior que est sub Cadozos" (1187), es decir, aguas abajo de la dehesa de Cadozos.
Su apellido "Cadozos" podría proceder del latín "cădus" (olla), en posible referencia a la multitud de pozas que deja la rivera durante el verano, muchas de ellas con abundantes carpas, tencas y ranas. Es término ya era usado por Don Juan Manuel en el Libro de la Caza, cuando escribe que “et si el arroyo es tal en que haya cadozos”. Morala analiza diversas formas emparentadas en la toponimia leonesa, postulando un origen árabe común en "qadus" (cubo, jarro). Es común en la toponimia salmantina y zamorana: Caozo (Valverdón); Caozo manantial y Rompido de Cahozo el Caballo (Aldearrodrigo); Cadozo Culebrero (Santiz). Cahozo Redondo en Villamor de los Escuderos. Con una –b- antihiática se conserva El Caborzo, charca en Moriscos, Los Caborzos (Cantalpino). Esta misma base parece haber tenido uso en el oriente castellano: Alcadozo (Albacete), Alcahozo (localidad en Cuenca y laguna en Ciudad Real). En la provincia de Salamanca, también es común escuchar la forma "caorzo".

## Historia
En la Edad Media, Villamor de Cadozos quedó integrado en el Reino de León, época en que habría sido repoblado por sus monarcas en el contexto de las repoblaciones llevadas a cabo en Sayago, datando su primera referencia escrita del reinado de Fernando II de León, cuando Esteban Estébanez y su esposa entregaron a la catedral de San Salvador de Zamora la mitad de las tercias y un herreñal en esta localidad en el año 1187. Su topónimo iniciado con villa deriva de aquellos lugares o villas diferenciados según la categoría jurídica aplicada a los nuevos poblamientos.
Posteriormente, en la Edad Moderna, Villamor de Cadozos estuvo integrado en el partido de Sayago de la provincia de Zamora, tal y como reflejaba en 1773 Tomás López en Mapa de la Provincia de Zamora.
Perteneció a la cuadrilla de Almeida, que era una de las cuatro en que se dividía el antiguo partido de Sayago dentro de la jurisdicción de la ciudad de Zamora.
Así, al reestructurarse las provincias y crearse las actuales en 1833, la localidad se mantuvo en la provincia zamorana, dentro de la Región Leonesa, integrándose en 1834 en el partido judicial de Bermillo de Sayago, dependencia que se prolongó hasta 1983, cuando fue suprimido el mismo e integrado en el partido judicial de Zamora.

## Geografía humana

### Demografía
| Gráfica de evolución demográfica de Villamor de Cadozos entre 1842 y 1970 |
| |
| Población de derecho según los censos de población del INE Población de hecho según los censos de población del INEEntre el censo de 1981 y el anterior, este municipio desaparece porque se integra en el municipio 49023 (Bermillo de Sayago) |

## Patrimonio
- La iglesia parroquial muestra una espadaña de corte románico y en su interior guarda un retablo mayor del siglo XVII, pinturas murales del siglo XVI y la conocida Virgen de Gracia del siglo XIII, cuya talla fue encontrada en el siglo XV por un pastor en el lugar revelado por la Virgen, en el que se levantó una ermita que fue reconstruida en el siglo XVII, siendo uno de los cultos marianos más importantes para los sayagueses.

- Los molinos que aún se conservan en su rivera, como el molino del Campo y el de Matarranas.

- La "Puente" de posible origen romano y perteneciente a la calzada Pino-Ledesma, pero con visibles reparaciones medievales y modernas.

- La "fuente el Concejo", para algunos romana, ha sido replicada en "Las Eras", junto al viejo potro, ambas de bóveda de medio punto.

El vecindario, en  su mayoría, ha respetado la construcción tradicional. En general, sus casas aún presentan la estructura y elementos tradicionales de la casa sayaguesa, con sus suelos de lanchas de piedra, la prezacasa y la cocina con chimenea de campana. El recorrido por sus calles, el paseo por entre sus cortinas y arboledas permitirán al visitante llegar a olvidar el tiempo. La piedra, de gran calidad, es extraída del pago "El Ribadero".